# Torpedogrondels
Torpedogrondels (Ptereleotridae) zijn een familie van straalvinnige vissen uit de orde van baarsachtigen (Perciformes).

## Geslachten
- Aioliops Rennis & Hoese, 1987
- Oxymetopon Bleeker, 1860
- Navigobius Hoese & Motomura, 2009
- Pterocerdale  Hoese & Motomura, 2009